# Die Ehe der Maria Braun
Die Ehe der Maria Braun is een West-Duitse dramafilm uit 1979 onder regie van Rainer Werner Fassbinder.

## Verhaal
Tijdens de geallieerde bombardementen op Duitsland in 1945 treden Maria en Hermann Braun in het huwelijk. Enkele dagen daarop moet Hermann zich melden aan het front. Na het einde van de Tweede Wereldoorlog zoekt Maria vergeefs naar haar man. Ze gaat vervolgens werken bij een textielfabrikant en begint een relatie met hem. Hoe meer succes ze heeft in haar carrière, des te meer vervreemdt ze van haar omgeving. Op een dag staat Hermann echter weer voor de deur.

## Rolverdeling
| Acteur               | Personage     |
| -------------------- | ------------- |
| Hanna Schygulla      | Maria Braun   |
| Klaus Löwitsch       | Hermann Braun |
| Ivan Desny           | Karl Oswald   |
| Gisela Uhlen         | Moeder        |
| Elisabeth Trissenaar | Betti Klenze  |
| Gottfried John       | Willi Klenze  |
| Hark Bohm            | Senkenberg    |
| George Byrd          | Bill          |
| Günter Lamprecht     | Hans Wetzel   |
| Lilo Pempeit         | Mevr. Ehmke   |
| Claus Holm           | Arts          |